# 24 Deep
24 Deep — мини-альбом американского рэпера Brotha Lynch Hung, выпущенный в 1993 году на Death Row Records и Black Market Records. Он дебютировал на 1-й строчке в чарте Top R&B/Hip-Hop Albums и на 19-й в Billboard 200. Альбом получил золотую сертификацию.

## Лирика
В альбоме присутствует очень жестокая лирика. Здесь рэпер позиционирует себя одним из членов уличной преступной группировки Garden Blocc Crips (кем в реальной жизни он и является). Например, в треке «24 Deep» он рассказывает историю, как они с другом грабили магазин по продаже алкоголя, а потом разошлись на машинах в разные стороны города, чтобы их не нашла полиция. А в треке «Had 2 Gat Ya» он рассказывал, как совершал серийные убийства. В треке «Lose a Hoe, Gain a Hoe» рэпер говорит о своих многочисленных девушках. В треке «Back Fade» он опровергает все слухи про него (что он каннибал, про то, что он убил свою девушку, про то, что он сатанист и что он извращенец). В треке «Jackin' 4 Joints» рэпер говорит про свой стиль и насколько он крут. В треке «Walkin' 2 My Funeral» он говорит как его пристрелили, пока он ехал в своей машине, о том как он умер и о том, как его дух несколько дней бродил по земле. В заключительном треке «Fundamentals of Rigput Cannibalism (Outro)» рэпер говорит о том, как дьявол пришёл для того, чтобы забрать его в ад. Но когда рэпер уже ложился в гроб, он пристрелил дьявола.

## Звучание альбома
В альбоме рэпер решил поэкспериментировать со звучанием. Вместо мрачных битов, которые использует гангста-рэп и хорроркор, Brotha Lynch Hung предпочёл мягкое звучание. Он смешал агрессивный хорроркор и гангста-рэп с мягким, плавным и душевным звучанием R&B, соула, фанка и нью-джек-свинга.
Это был первый эксперимент такого рода в гангста- и хорроркор-рэпе.
Именно из-за этого треки этого альбома активно ротировались на хип-хоп радиостанциях.

## Коммерческий успех
Альбом дебютировал на 19-й строчке в чарте Billboard 200 и возглавил чарт Top R&B/Hip-Hop Albums. Через несколько месяцев этот мини-альбом получил золотую сертификацию.
В международном плане альбом не был так успешен, как в США. Альбом смог добиться только 7-й строчки в Новой Зеландии, 26-й строчки в Канаде и 82-й строчки в Австралии.
Всего было продано больше половины миллиона копий в США и примерно один миллион копий во всём мире.

## Список композиций
1. «Thought They Knew (Intro)» (1:55)
2. «24 Deep» (4:15)
3. «Had 2 Gat Ya» (4:30)
4. «The Next Hoe (Insert)» (0:24)
5. «Lose a Hoe, Gain a Hoe» (6:58)
6. «Back Fade» (5:14)
7. «Jackin’ 4 Joints» (ft. Shawna Coyle) (1:58)
8. «Walkin’ 2 My Funeral» (ft. T.M. Shades and Mia Bruce) (4:02)
9. «Fundamentals of Ripgut Cannibalism (Outro)» (2:07)

## Семплы
Информация о семплах взята с сайта the-breaks.com
- «Thought They Knew (Intro)» имеет семпл из трека Modaji исполненного Harvey Mason.
- «24 Deep» семплирует песню I've Been Watching You от группы Southside Movement.
- «Had 2 Gat Ya» имеет семплы из треков Deep Cover от рэперов Snoop Dogg и Dr. Dre и How I Could Just Kill a Man от рэп-группы Cypress Hill.
- "Had 2 Gat Ya также имеет семпл из трека More Bounce to the Ounce исполненного Zapp.
- «Lose a Hoe, Gain a Hoe» имеет семпл из песни Hold On от R&B-группы En Vogue.
- «Back Fade» семплирует трек 6 O'clock DJ (Let's Rock) от группы Rose Royce.
- «Jackin' For Joints» семплирует песню Atomic Dog от George Clinton, а также имеет семпл из песен Jungle Love от группы The Time и Jackin' For Beats исполненную рэпером Ice Cube.
- «Walkin' 2 My Funeral» семплирует песню You Remind Me исполненную R&B-певицей Patrice Rushen.

## Позиции в чартах
| Чарт (1993)                      | Высшая позиция |
| -------------------------------- | -------------- |
| Australian Albums Chart          | 82             |
| Canadian Albums Chart            | 26             |
| New Zealand Albums Chart         | 7              |
| Billboard 200                    | 19             |
| Billboard Top R&B/Hip-Hop Albums | 1              |